# Коутс, Амелия

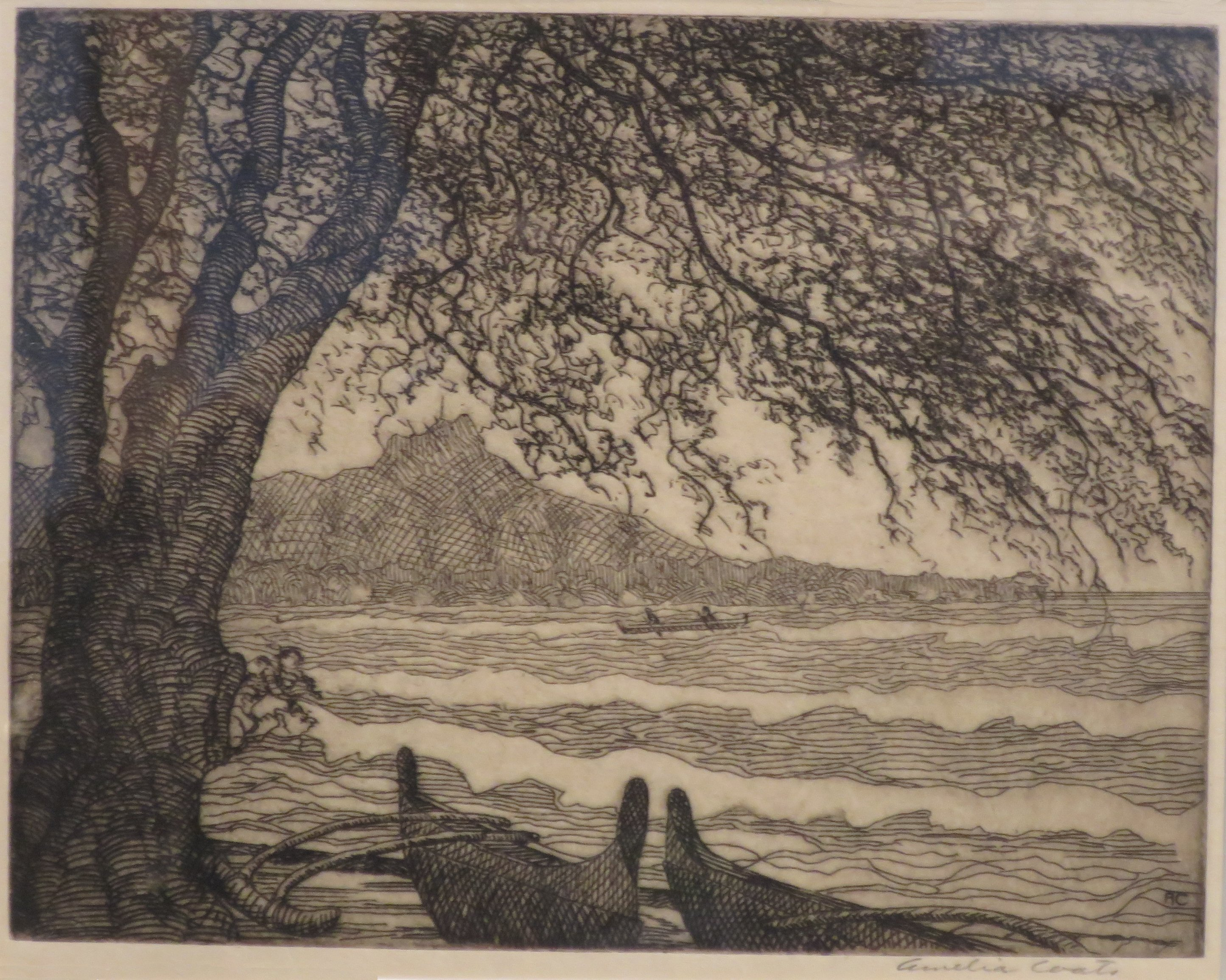
Работа Kiawe and Canoes Амелии Коутс

Амелия Коутс (англ. Amelia Coats, полное имя Amelia Ruth Coats; 1872, Миннесота — 1949) — американская художница-гравер.
Её работы состоят в основном из гавайских пейзажей. Как правило, они не датированы.

## Биография
Родилась в 1872 году.
Амелия Коутс жила и работала в Гонолулу в 1930-х годах, хотя она фигурирует в списках прибывающих на архипелаг пассажиров ещё в августе 1903 года, когда она была на борту SS Aorangi, шедшего из Ванкувера в Гонолулу.
В 1905 году она приобрела землю в долине Палоло. В 1915 году она была в числе большой группы Trail and Mountain Club из Гонолулу во главе с Александром Хьюмом Фордом, посетившей на Мауи вулкан Халеакала.
Её работы были представлены на групповой выставке Honolulu Printmakers в Honolulu Academy of Arts (ныне Художественный музей Гонолулу) в ноябре 1930 года, наряду с работами Александра Маклеода, Хук-Мазеле Лукьенса, Джона Мелвилла Келли и Кейт Келли. «Мисс Амелия Коутс» пожертвовала две гравюры Академии искусств Гонолулу в 1933 году. В гавайском справочнике 1934 года она значится клерком Геологической службы Соединённых Штатов в Спрекелсвилле на Мауи.
Её гравюры находятся в Художественном музее Гонолулу и Нью-Йоркской публичной библиотеке.
Амелия Коатс замужем не была. Проживала в Гонолулу на Wilder Avenue, 1531-B. Согласно некрологу в Honolulu Star-Bulletin, умерла в Гонолулу 12 июля 1949 года в возрасте 77 лет и была кремирована в городском морге Borthwick Mortuary. Согласно завещанию, её прах был развеян над морем.